# Sam Nelson
Sam Nelson (Whittier, 11 de maig de 1896 - Hollywood, 1 de maig de 1963) va ser un director de cinema estatunidenc que va treballar des del final del cinema mut fins a principis dels anys seixanta. Tot i que la major part del seu treball cinematogràfic va ser en el paper d'assistent de direcció, va dirigir més de 20 pel·lícules durant les dècades de 1930 i 1940, totes elles westerns.
Com a ajudant de direcció va treballar en pel·lícules tan destacades com Pennies from Heaven, Deu negrets, All the King's Men, l'original El tren de les 3:10, Ningú no és perfecte, A Raisin in the Sun i Espàrtac . A més, va aparèixer en més d'una dotzena de pel·lícules en petits papers.

## Filmografia com a director
- Outlaws of the Prairie (1937)
- Cattle Raiders (1938)
- Law of the Plains (1938)
- West of Cheyenne (1938)
- The Great Adventures of Wild Bill Hickok (1938)
- South of Arizona (1938)
- The Colorado Trail (1938)
- West of the Santa Fe (1938)
- Rio Grande (1938)
- Law of the Plains (1938)
- North of the Yukon (1939)
- Mandrake the Magician (1939)
- Western Caravans (1939)
- The Man from Sundown (1939)
- Overland with Kit Carson (1939)
- Konga, the Wild Stallion (1939)
- Parents on Trial (1939)
- The Stranger from Texas (1939)
- The Thundering West (1939)
- Pioneers of the Frontier (1940)
- Bullets for Rustlers (1940)
- Prairie Schooners (1940)
- Outlaws of the Panhandle (1941)
- Sagebrush Law (1943)
- The Avenging Rider (1943)